# Schizotrypus conradti
Schizotrypus conradti är en insektsart som först beskrevs av Andrej Vasiljevitj Gorochov 1996.  Schizotrypus conradti ingår i släktet Schizotrypus och familjen syrsor. Inga underarter finns listade i Catalogue of Life.